# Stade de la Source
Le stade omnisports de la Source, inauguré en 1976, est un stade français situé dans le quartier de La Source à l'extrémité sud-est de la ville d'Orléans, dans le Loiret. Il accueille les matchs à domicile du club de football de l'US Orléans. Sa capacité est d'environ 6 833 places.

## Présentation
Le stade de la Source ouvre en 1976, Il comporte une piste d'athlétisme. La tribune d'Honneur compte 1851 places, dont treize loges et une buvette et une petite tribune. Le nord et le sud du stade, derrière les buts sont constitués de pesages. Le stade comporte également plusieurs terrains annexes dont un terrain d'athlétisme.
Le club de football de l'US Orléans, issu du rapprochement entre et le club de football de l'Arago Sport d'Orléans et l'Union Sportive d'Orléans  omnisports en 1976, commence alors à y évoluer. Avant cette date, l'Arago sport orléanais jouait au vieux stade de la rue Moine, aujourd'hui stade municipal Pierre Belleteste.
L'affluence maximum culmine à 12 000 places durant les années 1970 et 1980 époque où l'US Orléans évoluait en Deuxième Division. Le record d'affluence est de 12 000 spectateurs, réunis face au Paris Football Club en demi-finale de la Coupe de France 1980.
Dans les années 1990, la piste d'athlétisme est supprimée et délocalisée sur le terrain annexe voisin qui dispose également d'une aire de lancer.
Une seconde buvette et une boutique sont inaugurées au début de la saison 2011-2012. Le stade dispose également depuis novembre 2011 d'un terrain synthétique pour l'entraînement.
Au printemps 2014, des travaux de mise aux normes estimés à 6 millions d'euros sont entrepris à l'occasion de la montée de l'USO en Ligue 2. À partir de juillet 2014, le stade est équipé d'une nouvelle tribune de 1435 places, côté nord, baptisée tribune Orléans, portant ainsi la capacité du stade en places assises de 3 800 à 5 300. Le stade se dote d'une troisième tribune, côté nord, la tribune Orléans, de 1435 places. Le côté sud du stade derrière les buts reste toujours constitué de pesages.
À l'hiver 2015, des travaux supplémentaires d'agrandissement du stade de la Source sont effectués. C'est la tribune Marc Vagner qui est rénovée et agrandie aux deux extrémités du terrain avec 1 500 places supplémentaires dont 30 réservées aux PMR et 332 réservées à la partie visiteurs. La nouvelle tribune Marc Vagner côté est possède désormais 3 577 places et fait passer la capacité du stade de 5 300 à 6 800 places assises.
Le mauvais état de la pelouse est depuis des années un sujet de mécontentement pour les joueurs et les dirigeants de l'USO qui ne sentent pas soutenus par la mairie. La mairie annonce au printemps 2015 qu'elle compte effectuer des travaux de « scalpage » à l'été 2015 pour mettre fin aux soucis de drainage de la pelouse. Comme promis, et malgré la descente du club en national, la rénovation complète du terrain est entreprise avec le scalpage de la pelouse et la réalisation d'un nouveau drainage. De l'avis de tous, ces travaux sont une réussite et permettent aux joueurs de l'USO de jouer désormais sur une très belle pelouse.
Durant l'été 2018, des travaux de rénovation autour de la tribune d'honneur sont à leur tour effectués.
En décembre de la même année, à l'occasion du tirage des huitièmes de finale de la Coupe de la Ligue, l'US Orléans reçoit le Paris-Saint-Germain le mardi 18 décembre. En amont, pour faire face à l'affluence exceptionnelle attendue, le club et la ville d'Orléans entreprennent des travaux d'extension du stade par l'ajout de deux tribunes provisoires. La plus grande, d'une capacité de 960 places, est ajoutée côté sud en lieu et place des pesages, tandis qu'une autre tribune plus petite - de 444 places - est ajoutée à l'est de la tribune Orléans. Pour l'homologation des tribunes, la commission de sécurité donne son accord quatre jours avant le début du match et une heure seulement avant la mise en vente des billets au grand public. Ces travaux portent temporairement la capacité du stade à 8 200 places assises.
Fin mai 2020, des travaux sont entrepris par la municipalité d'Orléans à hauteur d'1,5 million d'euros pour procéder au changement de la pelouse du stade. Une pelouse hybride y est alors installée et devrait assurer, selon l'adjoint aux sports de la ville, « la qualité du jeu et des performances, le confort des joueurs ».
En novembre 2023, la pelouse du terrain d'Honneur est infestée de morceaux de verre. Cette dernière est dès lors interdite. En décembre 2023, l'Union sportive Orléans Loiret football qui évolue en championnat National est contraint de délocaliser la réception d'Epinal sur le terrain annexe synthétique du stade.

## Accès
Le stade de la Source est desservi par les lignes 13, 40 et 41 du réseau de bus des transports de l'agglomération orléanaise aux arrêts Théâtre Philippe et Beaumarchais et par la ligne A du tramway à la station L'Indien situées à l'entrée sud de l'enceinte.
Le stade se trouve également à proximité des points d'arrêts des lignes 5, 7A et 19 du réseau Rémi desservant le quartier d'Orléans-la-Source.

## Événements
- Demi-finale aller de coupe de France 1979-1980 : à cette occasion, le stade de la Source enregistre son affluence record (12 000 supporters) Le 30 mai 1980 face au Paris FC, Orléans se qualifie en finale et perd face à l'AS Monaco.

- Huitièmes de finales de la Coupe de la Ligue : le 18 décembre 2018, l'USO reçoit le Paris Saint-Germain où évoluent notamment le Français Kylian Mbappé, l'Italien Gianluigi Buffon, l'Argentin Ángel Di María ou le Brésilien Dani Alves. Le PSG s'impose 2-1, 7 812 spectateurs assistent à la rencontre, ce qui représente un record au XXIe siècle pour le stade ;

- Sénégal - Bolivie, match amical : le 24 septembre 2022, le Stade de la Source accueille l'équipe nationale du Sénégal, championne d'Afrique 2022 en titre face à la sélection bolivienne. Le stade affiche complet et est à guichets fermés avec environ 7 000 à 8 000 supporters présents. Le Sénégal gagne par 2-0 grâce à des buts de Sadio Mané et Boulaye Dia.

- Finale de la coupe de France féminine 2022-2023 : le stade a accueilli la finale de la compétition le samedi 13 mai 2023[14],[15]. Devant 6 127 spectateurs, l'Olympique lyonnais remporte cette finale face au Paris Saint-Germain sur le score de 2 buts à 1 grâce à un doublé d'Ada Hegerberg pour le club rhodanien et un but de Ramona Bachmann sur pénalty pour le PSG[16].

### Équipe de France féminine
L'équipe de France féminine a joué cinq matchs au stade de La Source, :
- 8 mars 2000, match amical : France-Chine (0-1)[19] ;
- 4 juillet 2012, match amical : France-Roumanie (6-0) ;
- 25 mai 2019, match amical : France-Thaïlande (3-0) ;
- 23 octobre 2020, éliminatoires du Championnat d'Europe 2022 : France-Macédoine du Nord (11-0) ;
- 1er juillet 2022, match amical de préparation au Championnat d'Europe 2022 : France-Viêt Nam (7-0).

### Équipe de France espoirs
- 4 juin 2025, match amical : France-Ouzbékistan (2-1).

## Galerie

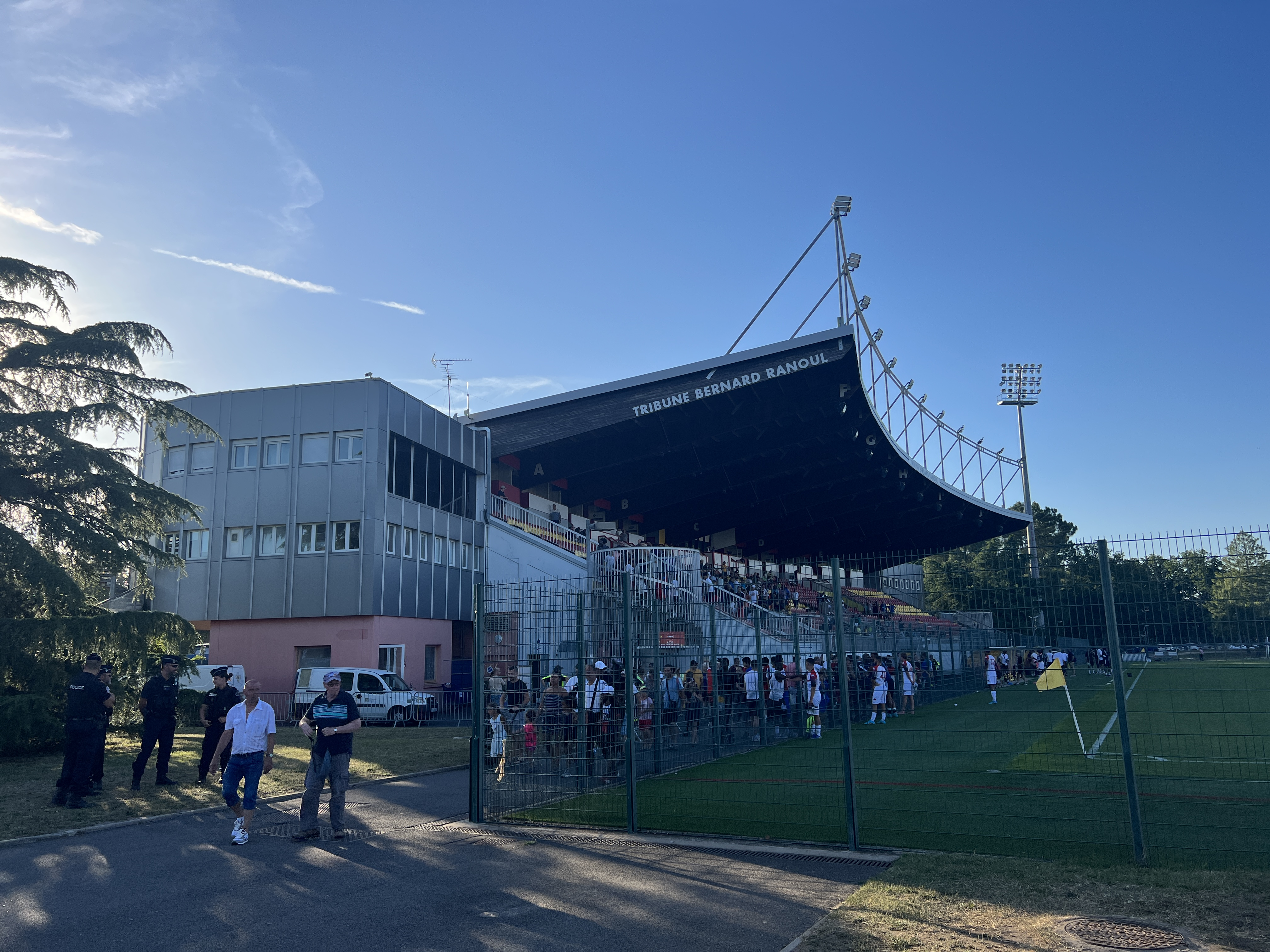
Tribune d'Honneur Bernard Ranoul
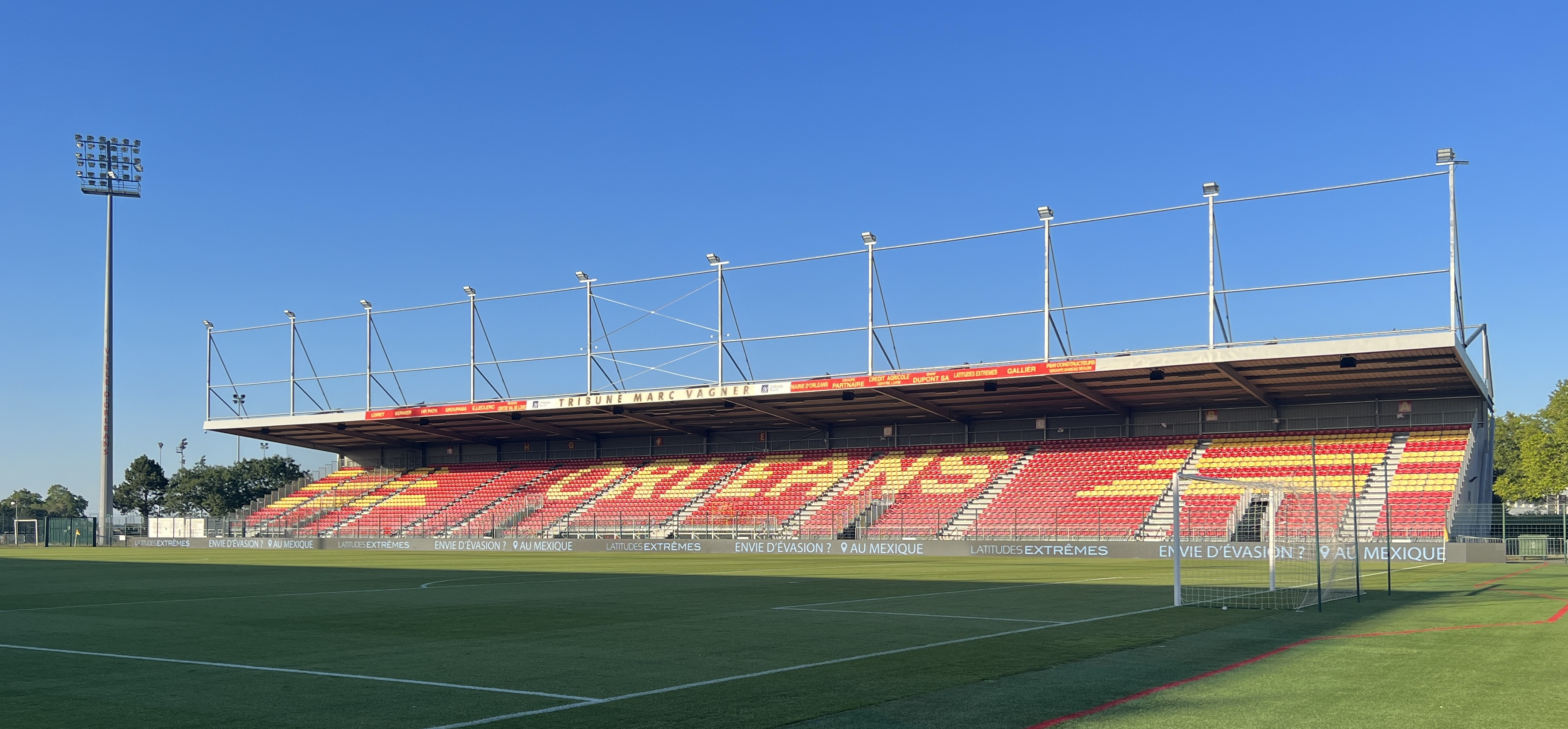
Tribune Marc Vagner
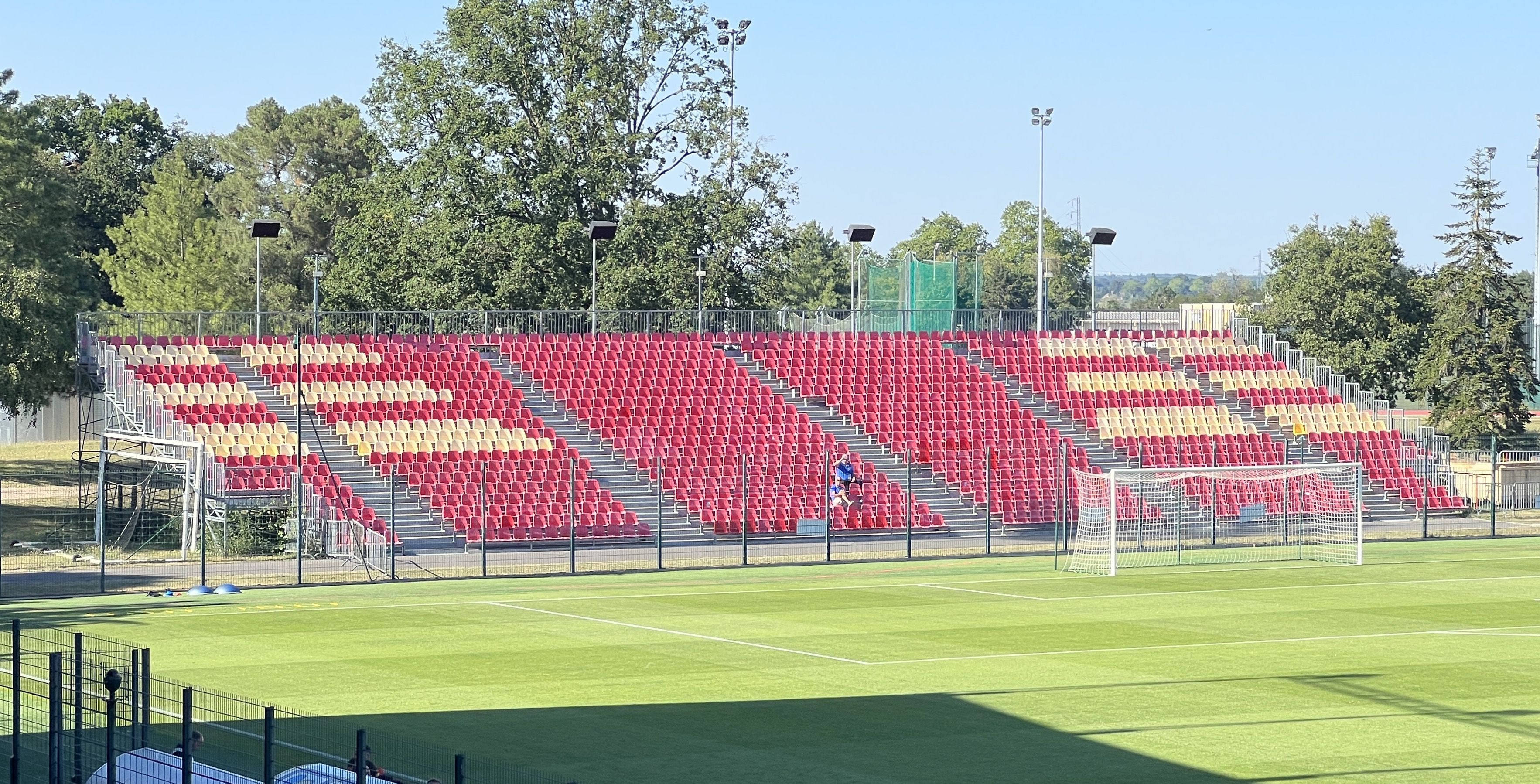
Tribune nord